# Lionheart (computerspel)
Lionheart  is een videospel voor de Commodore Amiga. Het spel werd uitgebracht in 1992. 